# ميخائيل براينت
ميخائيل براينت (بالإنجليزية: Michael Bryant)‏ هو ممثل بريطاني، ولد في 5 أبريل 1928 بلندن في المملكة المتحدة، وتوفي في 25 أبريل 2002 في المملكة المتحدة.

## وصلات خارجية
- ميخائيل براينت على موقع IMDb (الإنجليزية)
- ميخائيل براينت على موقع ألو سيني (الفرنسية)
- ميخائيل براينت على موقع أول موفي (الإنجليزية)
- ميخائيل براينت على موقع قاعدة بيانات برودواي على الإنترنت (الإنجليزية)
- ميخائيل براينت على موقع قاعدة بيانات الأفلام السويدية (السويدية)
- ميخائيل براينت على موقع ديسكوغز (الإنجليزية)
- ميخائيل براينت على موقع قاعدة بيانات الفيلم (الإنجليزية)
- ميخائيل براينت على موقع كينوبويسك (الروسية)